# Kurt Lauterbach (Sänger)
Kurt Lauterbach (* 4. März 1920 in Leichlingen; † 5. Mai 1993) war ein deutscher Tenorbuffo, Komiker, Entertainer und Schauspieler.

## Leben
Nach der Militärzeit bei der Marine schloss er bis 1946 ein kurzes Gesangsstudium an, um dann beim Solinger Theater vorstellig zu werden, wo er alsbald als Buffo im komischen Fach über die Jahre hinweg besetzt wurde. Als dieses Theater schloss, kam er mehr zufällig zunächst im Düsseldorfer Karneval als Sprecher in der Bütt unter, schließlich auch im Kölner Karneval.
Lauterbach wurde im Kölner Karneval als „Schnellsprecher“ in den 1960er Jahren durch einige Ausstrahlungen der Karnevalssitzungen im Fernsehprogramm des WDR und durch etliche Auftritte im Zum Blauen Bock mit Heinz Schenk und Lia Wöhr populär. Sein überregionaler Bekanntheitsgrad lässt sich darüber hinaus daran ablesen, dass er 1979 als Gaststar in das Showquiz Dalli Dalli von Hans Rosenthal eingeladen wurde. Sein Markenzeichen waren die absichtlich eingestreuten Versprecher. Dabei war 1971 Lauterbach in Deutschland der erste Komiker, der mit Kurt Lauterbachs gesammeltes Stammeln (Odeon) eine Langspielplatte mehr als 100.000 Mal verkaufte. Dies wurde mit einer Goldenen Schallplatte prämiert. Einer seiner bekanntesten doppelbödigen humoristischen Versprecher, der in den allgemeinen Wortschatz übergegangen ist, lautete: „Wer anderen in der Nase bohrt, ist selbst ein Schwein …“.
Er wohnte viele Jahre in Solingen und betrieb mit seiner Frau im Stadtteil Merscheid ein Feinkostgeschäft. 1994 wollte er sein Bühnenengagement beenden, starb aber am 5. Mai 1993 an den Folgen eines Herzinfarkts.